# Colliguaja integerrima
Colliguaja integerrima là một loài thực vật có hoa trong họ Đại kích. Loài này được Gillies & Hook. mô tả khoa học đầu tiên năm 1830.

## Hình ảnh

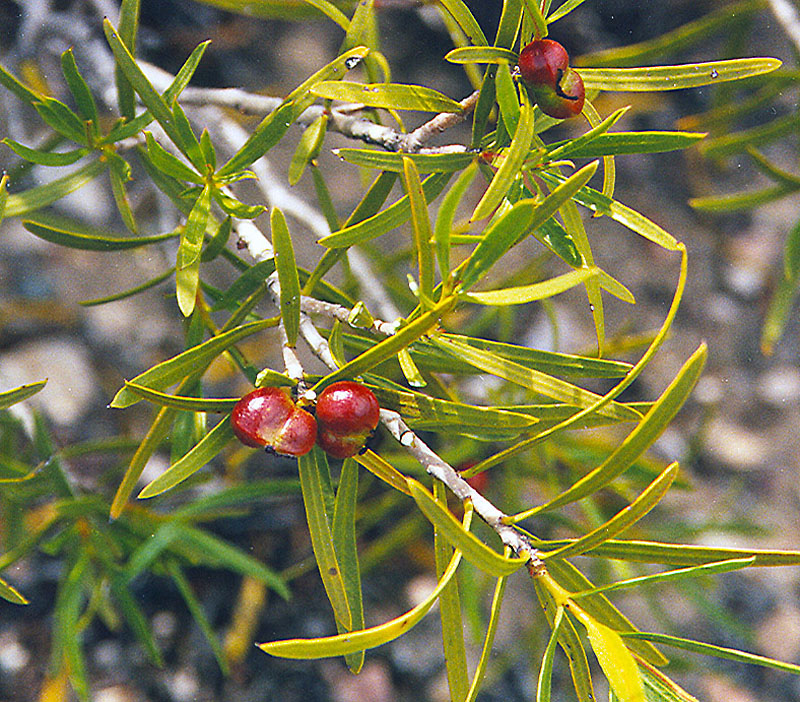
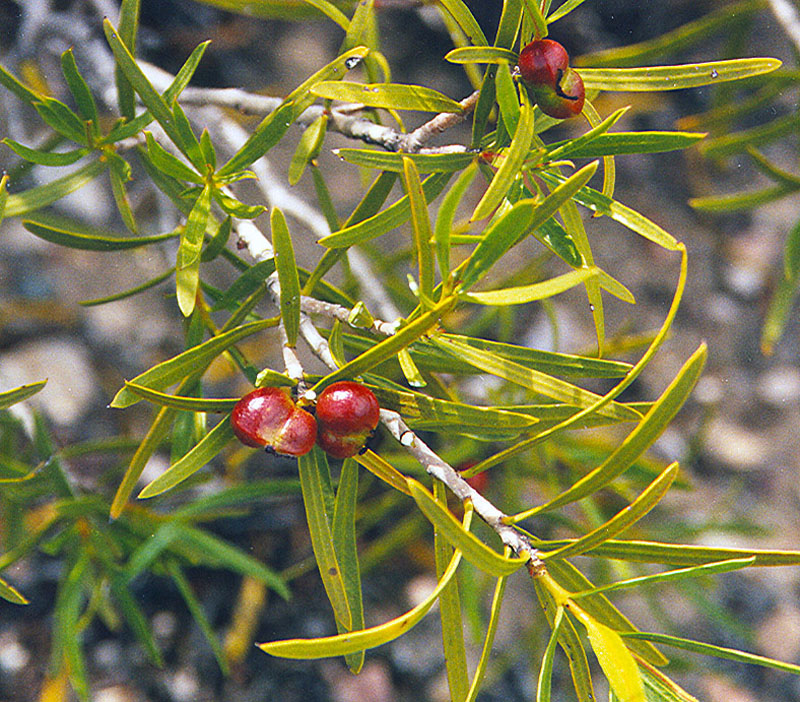